# Ca l'Olotí
Ca l'Olotí és una masia situada al municipi de Sant Feliu de Pallerols a la comarca catalana de la Garrotxa.